# Hello, Morning
「Hello, Morning」（ハロー モーニング）は、2018年7月15日にリリースされたキズナアイのファーストシングルであり、初のオリジナル楽曲。2018年11月23日には、同年10月26日より始められていた9週連続オリジナル楽曲リリース企画の第5作目として「Hello, Morning」のリミックス版「Hello, Morning（Pa's Lam System Remix）」が発売された。自身のオリジナル楽曲が公式でリミックスされたのはバーチャルYouTuberとしては初めての企画である。

## 概要
プロデューサーのNorはキズナアイのオリジナル楽曲の制作を依頼された際、即答したと述べている。
キズナアイの象徴的な曲となっており、初の単独ライブでは「Hello, Morning」が1曲目に、「Hello, Morning（Pa's Lam System Remix）」が最後の曲として披露された。HIKAKINはキズナアイとコラボレーションを行った際、本作をヒューマンビートボックスで演奏している。2019年4月13日には限定商品としてレコード盤で発売されることとなった。

## 楽曲

### 原曲
| #  | タイトル           | 作詞      | 作曲 | 編曲 | 時間 |
| -- | ------------------ | --------- | ---- | ---- | ---- |
| 1. | 「Hello, Morning」 | Kizuna AI | Nor  | Nor  | 3:43 |

### リミックス
| #  | タイトル                                    | 作詞      | 作曲 | 編曲            | 時間 |
| -- | ------------------------------------------- | --------- | ---- | --------------- | ---- |
| 1. | 「Hello, Morning（Pa's Lam System Remix）」 | Kizuna AI | Nor  | Pa's Lam System | 4:06 |